# Hauptstraße 34 (Merkendorf)
Das Wohnstallhaus Hauptstraße 34 ist ein eingeschossiger Bau mit Steildach in der Hauptstraße 34 der Stadt Merkendorf im Fränkischen Seenland (Mittelfranken). Das Gebäude steht unter Denkmalschutz.

## Bau
Das Gebäude wurde im 18. Jahrhundert errichtet.